# Хабарели, Шота Дмитриевич
Шота́ Дми́триевич Хабаре́ли (груз. შოთა დიმიტრის ძე ხაბარელი; 26 декабря 1958, Дзлевисджвари, Карельский район, Грузинская ССР, СССР) — советский и грузинский дзюдоист, чемпион Олимпийских игр 1980 года по дзюдо, призёр чемпионатов мира (1983) и Европы (1979, 1981, 1982, 1983) по дзюдо, Заслуженный мастер спорта СССР (1980). Победитель Спартакиады народов СССР (1983), многократный чемпион и призёр чемпионатов СССР по дзюдо. Выступал в весовой категории до 78 кг за СКА (Тбилиси).

## Биография
Один из наиболее титулованных представителей грузинской школы дзюдо. Во многом техника борьбы Хабарели, как и техника других грузинских дзюдоистов, была основана на национальной борьбе чидаоба. В отличие от другого олимпийского чемпиона Шоты Чочишвили, который применял смешанную технику классического дзюдо и национальной грузинской борьбы, Хабарели делал больше упора на чидаобу. Среди советских дзюдоистов стиль борьбы Хабарели называли «антидзюдо». Однако это и стало его преимуществом во время московской Олимпиады 1980 года. В финале Хабарели встретился с кубинцем Хуаном Феррером, который выиграл у всех соперников приемом учи — мата (подхват). Феррер, незнакомый с техникой чидаобы, долго не мог провести техническое действие, при этом сам Хабарели в течение всей схватки с трудом сдерживал напор кубинца. В конце Феррер смог провести бросок с упором стопы, но к моменту проведения броска время схватки истекло и победу одержал Хабарели. Шота Хабарели окончил грузинский Государственный институт физической культуры.
В течение 19 лет Хабарели являлся главным тренером сборной команды Грузии по дзюдо.
Хабарели трижды (в 2003, 2006 и 2007 годах) удостаивался от Европейского союза дзюдо звания лучшего тренера Европы.